# Xenostryxis brevicauda
Xenostryxis brevicauda är en stekelart som beskrevs av Hayat 2003. Xenostryxis brevicauda ingår i släktet Xenostryxis och familjen sköldlussteklar. Inga underarter finns listade i Catalogue of Life.